# Orthaea weberbaueri
Orthaea weberbaueri är en ljungväxtart som beskrevs av Hørold. Orthaea weberbaueri ingår i släktet Orthaea och familjen ljungväxter. Inga underarter finns listade i Catalogue of Life.